# TKi3
TKi3 – stosowane przez PKP oznaczenie serii parowozów, wcześniej eksploatowanych na kolejach pruskich jako seria T9³. Istniała również bezogniowa wersja tej maszyny, oznaczona TKi3b.
Ogółem zbudowano 2060 takich parowozów, po 1918 roku do PKP trafiło 320 egzemplarzy. W 1945 na terenie Polski znalazło się 240 parowozów TKi3, z których 130 sztuk należało już przed wojną do PKP.